# Kuldämblik
Kuldämblik (zu deutsch „Die Goldspinne“) ist der Titel eines estnischen Musicalfilms aus dem Jahr 1930.

## Film
Regie führte Boris Jaanikosk (1897–1976). Für die Kamera und die Tonaufnahmen zeichnete der estnische Filmpionier Konstantin Märska (1896–1951) verantwortlich. Das Drehbuch stammte von dem estnischen Autor Hendrik Saar (Pseudonym Kivilombi Ints, 1893–1944?).
Kuldämblik gilt als erster estnischer Versuch eines Tonfilms. Sprache und Gesang für den experimentellen „Lied- und Tonfilm“ wurden auf Schallplatten aufgenommen, die im Kino abgespielt werden konnten. In dem Film singen unter anderem Olga Torokoff-Tiedeberg und Aleksander Arder.
Der Kurzfilm hatte am 16. März 1930 Premiere. Er erfüllte allerdings nicht die in ihn gesetzten technischen und finanziellen Erwartungen. Der Film gilt als verschollen.
Die Kneipenszenen, die den Hauptteil der Handlung ausmachen, sowie die Reklame für Alkohol- und Tabakkonsum riefen das konservative estnische Bildungsministerium auf den Plan. Der Film erhielt von den Behörden die Warnung „Nicht für Jugendliche geeignet“. Das Verbot für Zuschauer unter 16 Jahren schreckte zahlreiche Kinobesitzer von einer Aufnahme in das Kinoprogramm ab.